# Discografia di Ella Henderson
La discografia di Ella Henderson, cantante britannica, comprende due album in studio, due EP e 34 singoli, di cui nove in collaborazione con altri artisti.

## Album in studio
| Anno | Titolo | Posizione massima | Posizione massima | Posizione massima | Posizione massima | Posizione massima | Posizione massima | Posizione massima | Posizione massima | Posizione massima | Posizione massima | Certificazioni |
| Anno | Titolo | UK                | AUS               | AUT               | DEN               | GER               | IRE               | NLD               | NZL               | SWI               | US                | Certificazioni |
| ---- | --- | ----------------- | ----------------- | ----------------- | ----------------- | ----------------- | ----------------- | ----------------- | ----------------- | ----------------- | ----------------- | -------------- |
| 2014 | Chapter One - Pubblicato: 13 ottobre 2014 - Etichetta: Syco - Formati: CD, download digitale, streaming                                     | 1                 | 11                | 14                | 17                | 22                | 4                 | 44                | 9                 | 9                 | 11                | - UK: Platino  |
| 2022 | Everything I Didn't Say - Pubblicato: 11 marzo 2022 - Etichetta: Major Toms, Asylum Records - Formati: CD, MC, download digitale, streaming | 8                 | —                 | —                 | —                 | —                 | 30                | —                 | —                 | —                 | —                 | - UK: Oro      |

## Extended play
| Anno | Titolo |
| ---- | --- |
| 2019 | Glorious - Pubblicato: 8 novembre 2019 - Etichetta: Major Toms, Asylum Records - Formati: download digitale, streaming |
| 2024 | Only (Acoustic) - Pubblicato: 25 marzo 2022 - Etichetta: Major Toms, Asylum Records - Formati: streaming               |

## Singoli

### Come artista principale
| Anno                                                                                          | Titolo                                                 | Posizione massima | Posizione massima | Posizione massima | Posizione massima | Posizione massima | Posizione massima | Posizione massima | Posizione massima | Posizione massima | Posizione massima | Album                                                       |
| Anno                                                                                          | Titolo                                                 | UK                | AUS               | AUT               | CAN               | GER               | IRE               | NLD               | NZL               | SWI               | US                | Album                                                       |
| --------------------------------------------------------------------------------------------- | ------------------------------------------------------ | ----------------- | ----------------- | ----------------- | ----------------- | ----------------- | ----------------- | ----------------- | ----------------- | ----------------- | ----------------- | ----------------------------------------------------------- |
| 2014                                                                                          | Ghost                                                  | 1                 | 3                 | 2                 | 12                | 3                 | 1                 | 32                | 4                 | 10                | 21                | Chapter One                                                 |
| 2014                                                                                          | Glow                                                   | 4                 | 49                | —                 | —                 | —                 | 17                | —                 | 26                | —                 | —                 | Chapter One                                                 |
| 2014                                                                                          | Yours                                                  | 16                | —                 | —                 | —                 | —                 | 41                | —                 | —                 | —                 | —                 | Chapter One                                                 |
| 2015                                                                                          | Mirror Man                                             | 96                | —                 | —                 | —                 | —                 | —                 | —                 | —                 | —                 | —                 | Chapter One                                                 |
| 2019                                                                                          | Glorious                                               | —                 | —                 | —                 | —                 | —                 | —                 | —                 | —                 | —                 | —                 | Glorious                                                    |
| 2019                                                                                          | Young                                                  | —                 | —                 | —                 | —                 | —                 | —                 | —                 | —                 | —                 | —                 | Glorious                                                    |
| 2019                                                                                          | This Is Real (con Jax Jones)                           | 9                 | —                 | —                 | —                 | —                 | 14                | —                 | —                 | —                 | —                 | Snacks (Supersize)                                          |
| 2019                                                                                          | Friends                                                | —                 | —                 | —                 | —                 | —                 | —                 | —                 | —                 | —                 | —                 | Glorious                                                    |
| 2020                                                                                          | Take Care of You                                       | 50                | —                 | —                 | —                 | —                 | 79                | —                 | —                 | —                 | —                 | /                                                           |
| 2020                                                                                          | Dream on Me (con Roger Sanchez)                        | —                 | —                 | —                 | —                 | —                 | —                 | —                 | —                 | —                 | —                 | /                                                           |
| 2020                                                                                          | Blame It on the Mistletoe (con AJ Mitchell)            | —                 | —                 | —                 | —                 | —                 | 94                | —                 | —                 | —                 | —                 | /                                                           |
| 2021                                                                                          | Let's Go Home Together (con Tom Grennan)               | 10                | —                 | —                 | —                 | —                 | 11                | —                 | —                 | —                 | —                 | Evering Road Everything I Didn't Say                        |
| 2021                                                                                          | Risk It All (con House Gospel Choir e Just Kiddin)     | 100               | —                 | —                 | —                 | —                 | —                 | —                 | —                 | —                 | —                 | Everything I Didn't Say and More                            |
| 2021                                                                                          | Hurricane (con Ofenbach)                               | —                 | —                 | —                 | —                 | —                 | —                 | —                 | —                 | —                 | —                 | Everything I Didn't Say and More                            |
| 2022                                                                                          | Brave                                                  | 42                | —                 | —                 | —                 | —                 | 89                | —                 | —                 | —                 | —                 | Everything I Didn't Say                                     |
| 2022                                                                                          | Crazy What Love Can Do (con David Guetta e Becky Hill) | 5                 | —                 | 66                | —                 | 26                | 5                 | 6                 | —                 | 29                | —                 | Only Honest on the Weekend Everything I Didn't Say and More |
| 2022                                                                                          | All for You (con Cian Ducrot)                          | —                 | —                 | —                 | —                 | —                 | —                 | —                 | —                 | —                 | —                 | /                                                           |
| 2022                                                                                          | Heartstrings (con M-22)                                | —                 | —                 | —                 | —                 | —                 | —                 | —                 | —                 | —                 | —                 | /                                                           |
| 2023                                                                                          | React (con Switch Disco)                               | 4                 | —                 | —                 | —                 | —                 | 4                 | —                 | —                 | —                 | —                 | Vacancy                                                     |
| 2023                                                                                          | No Sleep (con Regard)                                  | —                 | —                 | —                 | —                 | —                 | —                 | —                 | —                 | —                 | —                 | /                                                           |
| 2023                                                                                          | Like I Used to (con Sonny Fodera e Paul Woolford)      | —                 | —                 | —                 | —                 | —                 | —                 | —                 | —                 | —                 | —                 | /                                                           |
| 2023                                                                                          | 0800 Heaven (con Nathan Dawe e Joel Corry)             | 9                 | —                 | —                 | —                 | —                 | 13                | —                 | —                 | —                 | —                 | If Heaven Had a Phone Line Another Friday Night             |
| 2023                                                                                          | Rest of Our Days (con Cian Ducrot)                     | —                 | —                 | —                 | —                 | —                 | 91                | —                 | —                 | —                 | —                 | /                                                           |
| 2024                                                                                          | Alibi (feat. Rudimental o con Natasha Bedingfield)     | 10                | —                 | —                 | —                 | —                 | 20                | —                 | —                 | —                 | —                 | /                                                           |
| 2024                                                                                          | Mamma, You Were Right                                  | —                 | —                 | —                 | —                 | —                 | —                 | —                 | —                 | —                 | —                 | /                                                           |
| 2024                                                                                          | Under the Sun (con Switch Disco e Alok)                | —                 | —                 | —                 | —                 | —                 | —                 | —                 | —                 | —                 | —                 | /                                                           |
| 2024                                                                                          | Filthy Rich                                            | 58                | —                 | —                 | —                 | —                 | —                 | —                 | —                 | —                 | —                 | /                                                           |
| 2025                                                                                          | One Door Closes (feat. Breland)                        | —                 | —                 | —                 | —                 | —                 | —                 | —                 | —                 | —                 | —                 | /                                                           |
| 2025                                                                                          | Me and You                                             | —                 | —                 | —                 | —                 | —                 | —                 | —                 | —                 | —                 | —                 | /                                                           |
| "—" indica che l'opera non si è classificata o che non è stata pubblicata in quel territorio. |                                                        |                   |                   |                   |                   |                   |                   |                   |                   |                   |                   |                                                             |

### Come artista ospite
| Anno                                                                                          | Titolo                                                      | Classifiche | Classifiche | Classifiche | Classifiche | Classifiche | Classifiche | Classifiche | Album                                                       |
| Anno                                                                                          | Titolo                                                      | UK          | AUS         | AUT         | GER         | IRE         | NLD         | SWI         | Album                                                       |
| --------------------------------------------------------------------------------------------- | ----------------------------------------------------------- | ----------- | ----------- | ----------- | ----------- | ----------- | ----------- | ----------- | ----------------------------------------------------------- |
| 2015                                                                                          | Glitterball (Sigma feat. Ella Henderson)                    | 4           | —           | 66          | 64          | 20          | —           | —           | Life                                                        |
| 2015                                                                                          | Here for You (Kygo feat. Ella Henderson)                    | 18          | 99          | 58          | 47          | 30          | 12          | 17          | /                                                           |
| 2019                                                                                          | We Got Love (Sigala feat. Ella Henderson)                   | 42          | —           | —           | —           | 52          | —           | —           | /                                                           |
| 2020                                                                                          | Hold Me Close (Sam Feldt feat. Ella Henderson)              | —           | —           | —           | —           | —           | —           | —           | /                                                           |
| 2021                                                                                          | I'm Going Through Hell (Paige Dougall feat. Ella Henderson) | —           | —           | —           | —           | —           | —           | —           | /                                                           |
| 2022                                                                                          | 21 Reasons (Nathan Dawe feat. Ella Henderson)               | 9           | —           | —           | 66          | 8           | 25          | —           | Everything I Didn't Say and More If Heaven Had a Phone Line |
| 2023                                                                                          | I Go Dancing (Frank Walker feat. Ella Henderson)            | —           | —           | —           | —           | —           | —           | —           | Origin                                                      |
| 2023                                                                                          | Lifeline (Glockenbach feat. Ella Henderson)                 | —           | —           | —           | —           | —           | —           | —           | /                                                           |
| 2024                                                                                          | Carry You Home (Alex Warren feat. Ella Henderson)           | 9           | 20          | 40          | —           | 7           | 4           | 24          | You'll Be Alright, Kid (Chapter 1)                          |
| "—" indica che l'opera non si è classificata o che non è stata pubblicata in quel territorio. |                                                             |             |             |             |             |             |             |             |                                                             |